# سيلفيا باين
سيلفيا باين (بالإنجليزية: Sylvia Payne)‏‏ (6 نوفمبر 1880 في ويمبلدون - 30 مايو 1976 ) طبيبة، ومحللة نفسانية من المملكة المتحدة.

## الجوائز
- نيشان الامبراطورية البريطانية من رتبة قائد